# Hunseby Sogn
Hunseby Sogn er et sogn i Maribo Domprovsti (Lolland-Falsters Stift).
I 1800-tallet var Hunseby Sogn et selvstændigt pastorat. Det hørte til Musse Herred i Maribo Amt. Hunseby sognekommune blev ved kommunalreformen i 1970 indlemmet i Maribo Kommune, der ved strukturreformen i 2007 indgik i Lolland Kommune.
I Hunseby Sogn ligger Hunseby Kirke.
I sognet findes følgende autoriserede stednavne:
- Anderstrup (bebyggelse, ejerlav)
- Blæsenborg (bebyggelse)
- Grevelodden (bebyggelse)
- Grimstrup (bebyggelse, ejerlav)
- Hasagergård (landbrugsejendom)
- Hunseby (bebyggelse, ejerlav)
- Knuthenborg (ejerlav, landbrugsejendom)
- Lomose Huse (bebyggelse)
- Maglemer (bebyggelse, ejerlav)
- Skelstrup (bebyggelse, ejerlav)
- Tokkeløkke Huse (bebyggelse)
- Åmose Huse (bebyggelse)